# Guanotölpel
Der Guanotölpel (Sula variegata), auch Peruanischer Tölpel genannt, ist ein Meeresvogel aus der Familie der Tölpel. Während die anderen Arten dieser Familie sich auf die Nutzung küstenferner Nahrungsnischen spezialisiert haben, nutzt der nur an der peruanischen, chilenischen und vereinzelt auch an der argentinischen Küste vorkommende Vogel den Nahrungsreichtum, der durch den Humboldtstrom dort existiert. Das in normalen Jahren überreiche Angebot an Anchoveta engraulis kompensiert, dass der Guanotölpel hier mit dem Chilepelikan und dem Guanokormoran, zwei weiteren Arten aus der Ordnung Suliformes, um Nahrung konkurrieren muss. Das große Nahrungsangebot erlaubt es ihm auch, regelmäßig mehrere Küken großzuziehen. Dies unterscheidet ihn gleichfalls von den anderen Tölpelarten.
Im Abstand von wenigen Jahren tritt das Wetterphänomen El Niño auf. In diesen Jahren herrscht vor der unwirtlichen Küste Perus ein anderes Klima; der kalte und nahrungsreiche Humboldtstrom bleibt aus und damit auch die riesigen Anchovisschwärme, von denen der Guanotölpel lebt. In diesen Jahren verhungert regelmäßig ein sehr großer Anteil der Population. Dieser starke Bestandseinbruch kann kompensiert werden, weil in guten Jahren so viele Küken großgezogen werden.

## Erscheinungsbild

### Körpermaße und -gewicht
Der Guanotölpel wiegt etwa 1.300 bis 1.500 Gramm. Mehrere Arten der Gattung Sula liegen in einer ähnlichen Gewichtsgruppe. Lediglich der Rotfußtölpel mit durchschnittlich etwa 900 Gramm ist deutlich leichter, während sehr schwere Weibchen des Maskentölpels bis zu 2.350 Gramm wiegen können. Die Länge der Flügel liegt zwischen 38 und 41 Zentimeter. Die Weibchen sind dabei etwas größer als die Männchen. Der Schnabel misst von der Stirnbefiederung bis zur Spitze 9,2 bis 10,1 Zentimeter.

### Gefieder und sonstige anatomische Merkmale

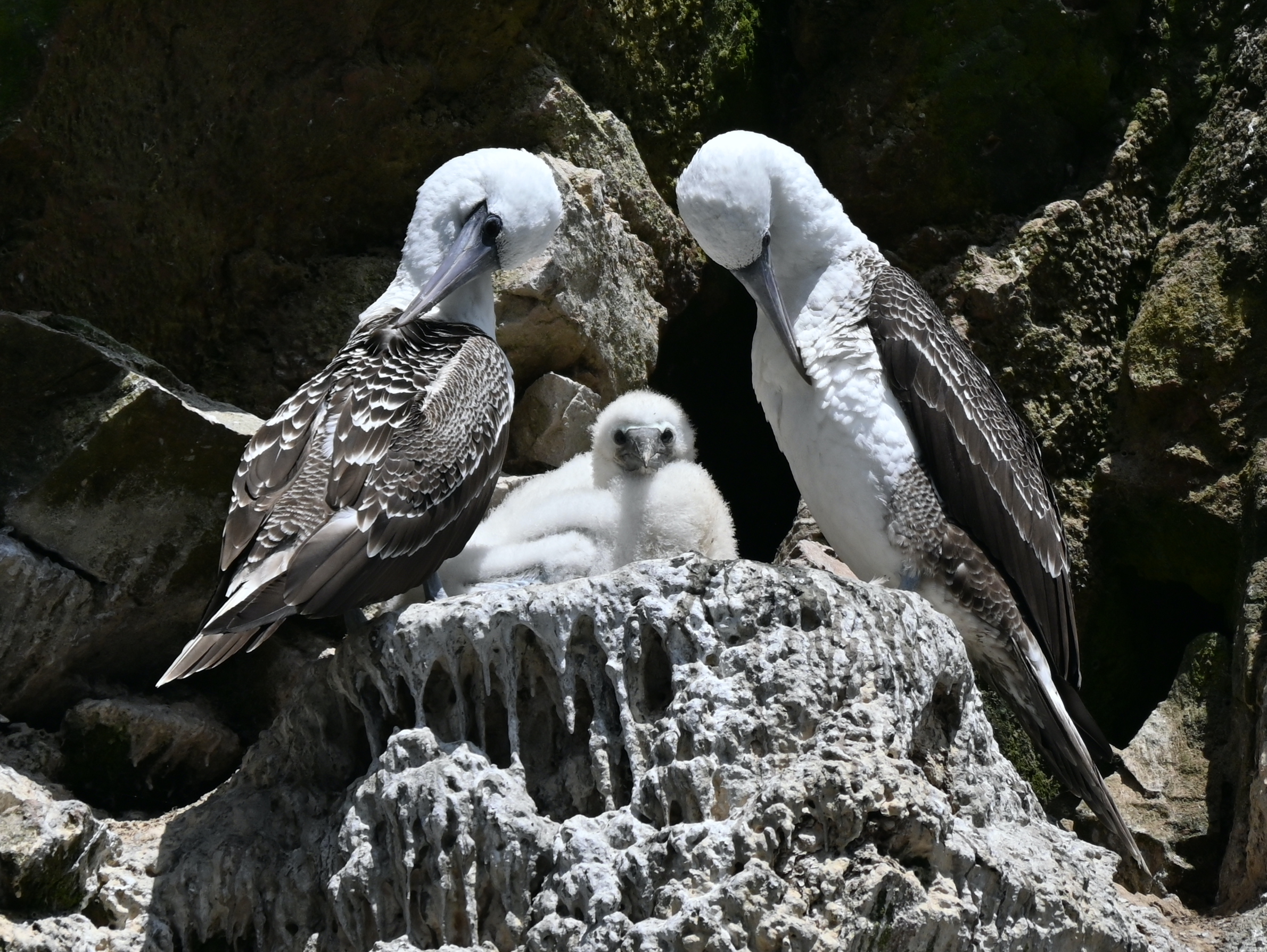
Zwei adulte Guanotölpel mit Jungvogel im Nest

Guanotölpel haben einen weiß befiederten Kopf, Hals sowie eine weiße Körperunterseite. Ihre Gesichtsmaske erinnert etwas an die des Basstölpels. Ähnlich wie bei diesem erstreckt sich um den Schnabel sowie vom Schnabelende bis zu den Augen eine unbefiederte Hautpartie, die hier allerdings von dunkelgrauer bis dunkelblauer Farbe ist. Flügel und Rücken sind braun befiedert. Die Federn weisen vor allem auf dem Rückengefieder regelmäßig weiße Spitzen auf. Die Vögel wirken dadurch leicht getupft.
Der Schnabel ist graublau, mitunter spielt die Farbe ins Rötliche bis Pinkfarbene. Die Augen sind rotbraun bis dunkelorange. Die Füße und Beine sind grau bis graublau.
Jungvögel unterscheiden sich in ihrem Federkleid deutlich von adulten Vögeln. Sie weisen ein graues bis grau-beiges Gefieder auf. Der Kopf und der Hals wirken etwas dunkler als das übrige Gefieder. Ähnlich wie die Jungvögel des Basstölpels durchläuft ein Guanotölpel zwei unterschiedliche Mauserzyklen gleichzeitig.

## Stimme
Guanotölpel verfügen über ein umfangreiches Stimmrepertoire. Zwischen den Rufen der Männchen und der Weibchen besteht ein geschlechtsspezifischer Unterschied. In der innerartlichen Auseinandersetzung lässt das Männchen kurze, hohe Rufe hören. Die Rufe des Weibchens schwanken in Lautstärke und Tonhöhe. Zu ihrem Lautrepertoire gehören auch Grunzlaute, trompetenartige Rufe und solche, die an die Rufe von Gänsen erinnern.
Grundsätzlich gilt, dass die in Kolonien brütenden Tölpel nicht nur in der Lage sind, ihre Partner und ihre Jungen an der Stimme zu erkennen, sondern auch die in unmittelbarer Nachbarschaft brütenden Vögel zu identifizieren. Dies gilt vermutlich auch für die Guanotölpel, bei denen immerhin 1.5 Paare je Quadratmeter brüten.

## Verbreitung
Der Guanotölpel brütet überwiegend auf Felsinseln vor der peruanischen Küste. Einige seiner Brutkolonien finden sich direkt an der Festlandküste; eine davon sogar unweit von Lima. In seinem südlichsten Verbreitungsgebiet erreicht der Guanotölpel Chile und vereinzelt sogar Argentinien.
Der überwiegende Teil seines Verbreitungsgebietes liegt zwischen 6 und 10° S und um 13° S. Innerhalb dieses Verbreitungsgebietes kommt es verhältnismäßig häufig vor, dass Kolonien aufgegeben und neue begründet werden. In Jahren, in denen es auf Grund des El-Niño-Effekts an Nahrung fehlt, finden sich Guanotölpel auch weit außerhalb dieser Range. Der Vogel ist dann gelegentlich sogar Inland zu finden. Zu bekannten, großen Guanotölpel-Kolonien zählen die auf der Isla Lobos de Tierra, der Isla Lobos de Afuera sowie die Isla Mazorca. Auf Mazorca lebten im Jahre 1962 750.000 Guanotölpel.

## Bestand

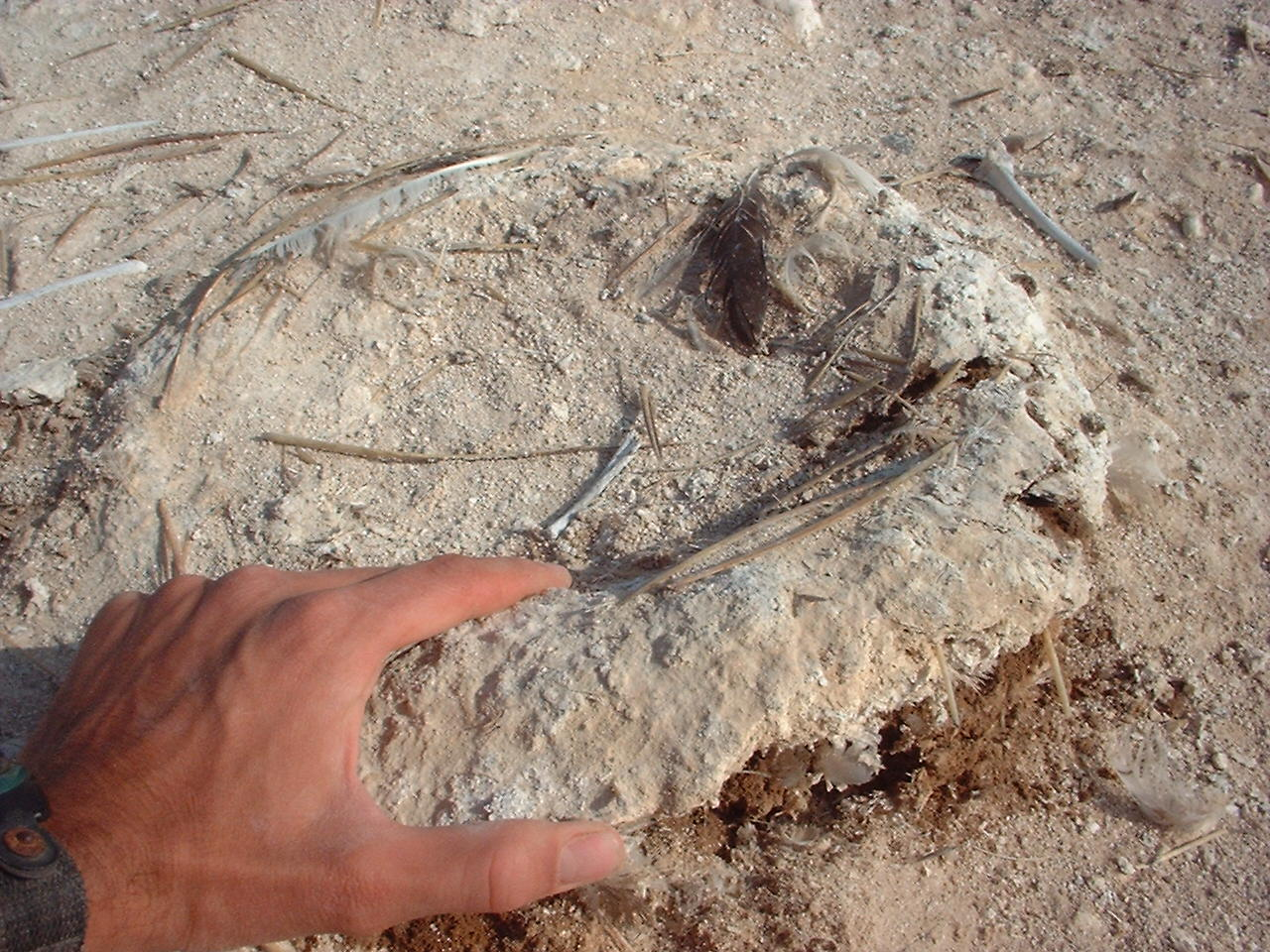
Das aus Guano bestehende Nest eines Guanotölpels auf der peruanischen Insel La Vieja vor der Halbinsel Paracas

Die Populationszahlen des Guanotölpels unterliegen starken Schwankungen. Nach einer Reihe von guten, fischreichen Jahren sind Kolonien, in denen mehr als 100.000 Tölpel brüten keine Seltenheit. Die Kolonie auf Mazorca mit ihren 750.000 Vögeln ist die größte bekannte Kolonie von Guanotölpeln.
Der Bestandszahlen brechen in El-Niño-Jahren deutlich ein. Zehntausende von Vögeln verhungern, wenn der kalte Humboldtstrom sich umkehrt und damit auch die Anchovies zu tief bleiben, um für die Guanotölpel erreichbar zu sein. Die Fähigkeit, mehrere Jungvögel groß zu ziehen, hilft, diese Bestandseinbrüche innerhalb weniger Jahre wieder zu kompensieren.
Der Guanotölpel teilt sich seinen spezifischen Lebensraum mit dem Guanokormoran und dem Braunpelikan. Anders als für den Guanokormoran und den Braunpelikan wirkt es sich auf die Population des Guanotölpels offenbar weniger negativ aus, dass in dieser Region mittlerweile eine sehr intensive Fischerei betrieben wird. Das ist möglicherweise darauf zurückzuführen, dass der Tölpel in der Lage ist, tauchend tiefere Gewässerschichten zu erreichen als seine beiden Nahrungskonkurrenten. Der Guanotölpel fliegt auf der Nahrungssuche offenbar weiter als seine anderen beiden Arten.

### Nahrung und Nahrungserwerb
Der Guanotölpel zählt zu den Tölpelarten, die in der Regel gemeinsam mit anderen Artgenossen nach Fischen tauchen. Es handelt sich dabei aber nicht um eine bewusste Kooperation, auch wenn Schwärme mit bis zu 1000 Vögeln synchron zueinander tauchen können. Dies erhöht möglicherweise den Jagderfolg, da es den Fischen dadurch schwererfällt, den Tauchstößen der Vögel auszuweichen. Angesichts der großen Schwärme, schrieb der Ornithologe Bryan Nelson, dass es verblüffend sei, dass die auf der Wasseroberfläche schwimmenden Vögel nicht von den herabstoßenden Vögeln aufgespießt würden.
Nahrungsflüge der ausschließlich tagaktiven Guanotölpel dauern zwischen zwei und 12 Stunden. Ihre durchschnittliche Tauchtiefe beträgt 15 Meter. Sie sind aber in der Lage, auch eine Tiefe von 40 Meter zu erreichen. Sie können bis zu einer Minute unter Wasser bleiben.

## Systematik
Die Blaufußtölpel gelten als die Tölpelart, die besonders eng mit den Guanotölpeln verwandt ist. Wie der Maskentölpel weisen auch diese beiden Arten ein sehr spezifisches Territorialverhalten auf. Dieses legt eine enge Verwandtschaft gleichfalls nahe.
Das folgende Kladogramm folgt dem Ergebnis von molekularen Analyse von Friesen und Anderson, die zu ähnlichen Ergebnissen kommen:
|  | Basstölpel                                                         |
|  |                                                                    |
|  | \| \| Kaptölpel \| \| \| \| \| \| Australischer Tölpel \| \| \| \| |
|  |                                                                    |
|  | Kaptölpel                                                          |
|  |                                                                    |
|  | Australischer Tölpel                                               |
|  |                                                                    |

|  | Kaptölpel            |
|  |                      |
|  | Australischer Tölpel |
|  |                      |

|  | Basstölpel                                                         |
|  |                                                                    |
|  | \| \| Kaptölpel \| \| \| \| \| \| Australischer Tölpel \| \| \| \| |
|  |                                                                    |
|  | Kaptölpel                                                          |
|  |                                                                    |
|  | Australischer Tölpel                                               |
|  |                                                                    |

|  | Kaptölpel            |
|  |                      |
|  | Australischer Tölpel |
|  |                      |

|  | Maskentölpel                                                  |
|  |                                                               |
|  | \| \| Guanotölpel \| \| \| \| \| \| Blaufußtölpel \| \| \| \| |
|  |                                                               |
|  | Guanotölpel                                                   |
|  |                                                               |
|  | Blaufußtölpel                                                 |
|  |                                                               |

|  | Guanotölpel   |
|  |               |
|  | Blaufußtölpel |
|  |               |

|  | Maskentölpel                                                  |
|  |                                                               |
|  | \| \| Guanotölpel \| \| \| \| \| \| Blaufußtölpel \| \| \| \| |
|  |                                                               |
|  | Guanotölpel                                                   |
|  |                                                               |
|  | Blaufußtölpel                                                 |
|  |                                                               |

|  | Guanotölpel   |
|  |               |
|  | Blaufußtölpel |
|  |               |

|  | Maskentölpel                                                  |
|  |                                                               |
|  | \| \| Guanotölpel \| \| \| \| \| \| Blaufußtölpel \| \| \| \| |
|  |                                                               |
|  | Guanotölpel                                                   |
|  |                                                               |
|  | Blaufußtölpel                                                 |
|  |                                                               |

|  | Guanotölpel   |
|  |               |
|  | Blaufußtölpel |
|  |               |

|  | Maskentölpel                                                  |
|  |                                                               |
|  | \| \| Guanotölpel \| \| \| \| \| \| Blaufußtölpel \| \| \| \| |
|  |                                                               |
|  | Guanotölpel                                                   |
|  |                                                               |
|  | Blaufußtölpel                                                 |
|  |                                                               |

|  | Guanotölpel   |
|  |               |
|  | Blaufußtölpel |
|  |               |

|  | Basstölpel                                                         |
|  |                                                                    |
|  | \| \| Kaptölpel \| \| \| \| \| \| Australischer Tölpel \| \| \| \| |
|  |                                                                    |
|  | Kaptölpel                                                          |
|  |                                                                    |
|  | Australischer Tölpel                                               |
|  |                                                                    |

|  | Kaptölpel            |
|  |                      |
|  | Australischer Tölpel |
|  |                      |

|  | Basstölpel                                                         |
|  |                                                                    |
|  | \| \| Kaptölpel \| \| \| \| \| \| Australischer Tölpel \| \| \| \| |
|  |                                                                    |
|  | Kaptölpel                                                          |
|  |                                                                    |
|  | Australischer Tölpel                                               |
|  |                                                                    |

|  | Kaptölpel            |
|  |                      |
|  | Australischer Tölpel |
|  |                      |

|  | Maskentölpel                                                  |
|  |                                                               |
|  | \| \| Guanotölpel \| \| \| \| \| \| Blaufußtölpel \| \| \| \| |
|  |                                                               |
|  | Guanotölpel                                                   |
|  |                                                               |
|  | Blaufußtölpel                                                 |
|  |                                                               |

|  | Guanotölpel   |
|  |               |
|  | Blaufußtölpel |
|  |               |

|  | Maskentölpel                                                  |
|  |                                                               |
|  | \| \| Guanotölpel \| \| \| \| \| \| Blaufußtölpel \| \| \| \| |
|  |                                                               |
|  | Guanotölpel                                                   |
|  |                                                               |
|  | Blaufußtölpel                                                 |
|  |                                                               |

|  | Guanotölpel   |
|  |               |
|  | Blaufußtölpel |
|  |               |

|  | Maskentölpel                                                  |
|  |                                                               |
|  | \| \| Guanotölpel \| \| \| \| \| \| Blaufußtölpel \| \| \| \| |
|  |                                                               |
|  | Guanotölpel                                                   |
|  |                                                               |
|  | Blaufußtölpel                                                 |
|  |                                                               |

|  | Guanotölpel   |
|  |               |
|  | Blaufußtölpel |
|  |               |

|  | Maskentölpel                                                  |
|  |                                                               |
|  | \| \| Guanotölpel \| \| \| \| \| \| Blaufußtölpel \| \| \| \| |
|  |                                                               |
|  | Guanotölpel                                                   |
|  |                                                               |
|  | Blaufußtölpel                                                 |
|  |                                                               |

|  | Guanotölpel   |
|  |               |
|  | Blaufußtölpel |
|  |               |